# 山田真一 (配音員)
山田 真一，生日是3月12日，為日本男性聲優。代表作是勇者王裡的冰龍、炎龍、超龍神，及戰國無雙系列的島左近。

## 出演作品

### 電視動畫
1992年
- 奇天烈大百科（僧侶、店員）
- 美少女戰士（士兵）

1993年
- 城市風雲兒（男學生B）

1994年
- 橘子醬男孩（男學生、調酒師）

1995年
- 空想科學世界（部下、ボス、イエティ、レジスタンス、マッチョマン）
- アニメ世界の童話（獵師）

1996年
- 咯咯咯的鬼太郎 第4系列（イバー、ボコ、百姓河童）
- 七龍珠GT（ナット）
- 靈異教師神眉（不良的幽靈）

1997年
- 勇者王（冰龍、炎龍、超龍神、風龍、雷龍、擊龍神、幻龍神、強龍神）

1998年
- 青澀之戀（恭子之父）

1999年
- ONE PIECE（布蘭紐）

2001年
- 魔法戰士李維（スキンヘッド・リー）
- 逮捕令 第2季（松本勝四郎）

2004年
- 混沌武士（黃牛）

2008年
- Net Miracle Shopping（山田）

2010年
- Net Miracle Shopping 第2季（山田）
- 卡爾與不可思議之塔（庫克）

2015年
- 戰國無雙（島左近）
- 英國一家，吃在日本（日语：英国一家、日本を食べる）（大阪的大叔、幸田）

2017年
- 廢天使加百列（魔界郵購社長）

2018年
- 爆釣バーハンター（Mr.シシャモ）

2020年
- Asatir 未來的傳說故事（華麗的男子）
- 宇崎學妹想要玩！（旁白）

### 劇場動畫
2019年
- 航海王：奪寶爭霸戰（布蘭紐）

### OVA
- 機神兵團
- 勇者王GaoGaiGar Final－冰龍、炎龍、超龍神、風龍、雷龍、擊龍神

### 遊戲作品
- 戰國無雙系列（2代開始）－島左近
- 無雙OROCHI系列－島左近
- 新世紀勇者大戰－冰龍、炎龍、超龍神
- 超級機器人大戰－冰龍、炎龍、超龍神
- 鋼之鍊金術師3 繼承神的少女－鍊金術師

### 特攝影片
- 超人力霸王馬克斯－機械獸サテライトバーサーク的聲音
- 魔彈戰記龍劍道－魔獸フェイスシーフ的聲音

## 外部連結
- （日語）事務所公開簡歷 （页面存档备份，存于）（日語）
- （日語）山田真一的Twitter （页面存档备份，存于）